# Antonio Nocerino
Antonio Nocerino (* 9. dubna 1985, Neapol) je italský fotbalový trenér a bývalý fotbalový záložník. Jeho poslední angažmá bylo v italském Beneventu ve 2. lize. Byl účastníkem ME 2012 kde získal stříbro. V lednu roku 2020 ukončil kariéru . Od listopadu 2023 do října 2024 vedl americký klub Miami FC, který hraje druhou nejvyšší soutěž.

## Přestupy
- z Juventus do Janov za 450 000 Euro
- z Piacenza do Juventus za 4 700 000 Euro
- z Juventus do Palermo za 7 500 000 Euro
- z Palermo do Milán za 500 000 Euro
- z Milán do Orlando zadarmo

## Kariéra

### Hráčská

#### Klubová

##### Hostování, Juventus a Palermo
Od třinácti let vyrůstal v mládežnickém Juventusu. První zápas za dospělé odehrál v sezoně 2003/04, v druholigovém Avellinu, kde byl poslán na hostování. Následující sezonu začal v Janově, která koupila jeho poloviční práva od Bianconeri. Byl poslán na hostování a vystřídal během dvou let tři kluby. Dne 12. února 2006 debutoval v Serii A v dresu Messiny proti Sampdorii (2:4). V následující sezoně 2006/07 jej koupila druholigová Piacenza a odehrál tady skvělou sezonu, když vstřelil 6 branek z 37 utkání a pomohl klubu na 4. místo.
V létě 2007 jej koupil Juventus, který stále držel druhou polovinu hráčova práva. Klub Bianconeri tehdy byl nováček Serie A a nakonec obsadil 3. místo a Antonio odehrál 32 utkání. Sezonu 2008/09 začal v Palermu, která jej získala díky prodeje Amauriho. První utkání odehrál 13. září proti Římu (3:1). V tomto klubu dokázal najít kontinuitu ve svých vystoupeních, hrál v základní sestavě téměř celou sezónu. Odehrál 33 zápasů, aniž by skóroval.
V sezóně 2009/10 vstřelil již první branky v nejvyšší lize (celkem 2) a díky jeho 35 utkání a pomohl klubu k 5. místu v lize. Klub se tak kvalifikoval do EL. V další sezoně byl v statistikách lepší. Nastoupil do 38 utkání a vstřelil 4 branky. Odehrál také první zápasy v evropských pohárech a domácím poháru došel do finále, kde prohrál s Interem (1:3). V sezónu 2011/12 začal opět Palermu, se kterou měl ještě na rok podepsanou smlouvu. Odehrál dva zápasy v předkole EL. 

##### Milán
Dne 31. srpna 2011, přestoupil do Milána. Debutoval 9. září proti Laziu (2:2). O čtyři dny později, debutoval v LM proti Barceloně (2:2). První branku u Rossoneri vstřelil 15. října při výhře 3:0 proti svému bývalému týmu Palermo a za 11 dní proti Parmu vstřelil první hattrick v kariéře. Nakonec v sezoně vstřelil 10 branek a pomohl klubu obsazení 2. místa, 4 body za mistrem z Juventusu. V LM došel s klubem do čtvrtfinále, kde jej vyřadila Barcelona.
Pro následující sezonu vyměnil číslo dresu a vzal si číslo 8, které nosil Gennaro Gattuso. Svou druhou sezónu u Rossoneri odehrál celkem 29 utkání a vstřelil 2 branky. V sezóně 2013/14 opět znovu změnil číslo dresu a po odchodu Ambrosiniho si vzal číslo 23. Do ledna 2014 odehrál celkem 16 utkání, jenže poté byl poslán na hostování do anglického West Hamu za který odehrál 10 utkání.

##### Hostování, Orlando City a Benevento
Po návratu z hostování v Anglii byl opět poslán na hostování, tentokrát do Turína. Odehrál zde jen 5 ligových zápasů a tak v zimě putoval do Parmy, kde odehrál 20 ligových zápasů, ale sestoupil do 2. ligy.
Vrátil se k Rossoneri, jenže nehrál a tak v únoru ukončil smlouvu a odešel do amerického klubu Orlanda, kde odehrál za dva roky celkem 55 utkání. Smlouva mu skončila na konci roku 2017 a nový klub si našel v létě 2018 a to Benevento. Jenže v prosinci ve věku 34 let ukončil hráčskou kariéru.

#### Reprezentační
Svůj první zápas na seniorské úrovni sehrál 17. října 2007 proti Jižní Africe (2:0). Zúčastnil se OH 2008 kde dělal kapitána. Antonio se zúčastnil Mistrovství Evropy ve fotbale 2012, kde se Itálie probojovala až do finále, kde podlehla Španělsku 0:4. Ve čtvrtfinále proti Anglii (šel na hřiště v 80. minutě) se muselo rozhodnout až v penaltovém rozstřelu. Antonio svůj pokus proměnil a Italové jej vyhráli poměrem 4:2.
Poslední utkání za národní tým odehrál 11. září 2012 proti Maltě (2:0). Celkem za Itálii odehrál 15 zápasů a bez vstřelené branky.

### Trenérská
V listopadu 2023 získal první trenérské angažmá, převzal klub Miami FC ze druhé americké nejvyšší soutěže. Z postu trenéra odešel 16. října 2024, když klub dovedl ke třem vítězstvím, sedmadvaceti porážkám a dvěma remízám.

## Statistiky

### Hráčské

#### Klubové
| Sezóna            | Klub              | Liga              | Liga   | Liga | Ligové poháry | Ligové poháry | Ligové poháry | Kontinentální poháry | Kontinentální poháry | Kontinentální poháry | Celkem | Celkem |
| Sezóna            | Klub              | Soutěž            | Zápasy | Góly | Soutěž        | Zápasy        | Góly          | Soutěž               | Zápasy               | Góly                 | Zápasy | Góly   |
| ----------------- | ----------------- | ----------------- | ------ | ---- | ------------- | ------------- | ------------- | -------------------- | -------------------- | -------------------- | ------ | ------ |
| 2003/04           | Avellino          | Serie B           | 34     | 0    | IP            | 0             | 0             | -                    | 0                    | 0                    | 34     | 0      |
| 2004/05           | Janov             | Serie B           | 5      | 0    | IP            | 0             | 0             | -                    | 0                    | 0                    | 5      | 0      |
| 2005              | Catanzaro         | Serie B           | 21     | 0    | -             | 0             | 0             | -                    | 0                    | 0                    | 21     | 0      |
| 2005/06           | Crotone           | Serie B           | 15     | 0    | IP            | 0             | 0             | -                    | 0                    | 0                    | 15     | 0      |
| 2006              | Messina           | Serie A           | 11     | 0    | IP            | 0             | 0             | -                    | 0                    | 0                    | 11     | 0      |
| 2006/07           | Piacenza          | Serie B           | 37     | 6    | IP            | 2             | 0             | -                    | 0                    | 0                    | 39     | 6      |
| 2007/08           | Juventus          | Serie A           | 32     | 0    | IP            | 4             | 0             | -                    | 0                    | 0                    | 36     | 0      |
| 2008/09           | Palermo           | Serie A           | 33     | 0    | IP            | 0             | 0             | -                    | 0                    | 0                    | 33     | 0      |
| 2009/10           | Palermo           | Serie A           | 35     | 2    | IP            | 3             | 0             | -                    | 0                    | 0                    | 38     | 2      |
| 2010/11           | Palermo           | Serie A           | 38     | 4    | IP            | 5             | 0             | EL                   | 6                    | 0                    | 49     | 4      |
| 2011              | Palermo           | Serie A           | 0      | 0    | IP            | 0             | 0             | EL                   | 2                    | 0                    | 2      | 0      |
| Celkem za Palermo | Celkem za Palermo | Celkem za Palermo | 106    | 6    | -             | 8             | 0             | -                    | 8                    | 0                    | 122    | 6      |
| 2011/12           | Milán             | Serie A           | 35     | 10   | IP            | 3             | 0             | LM                   | 10                   | 1                    | 48     | 11     |
| 2012/13           | Milán             | Serie A           | 26     | 2    | IP            | 0             | 0             | LM                   | 3                    | 0                    | 29     | 2      |
| 2013/14           | Milán             | Serie A           | 11     | 0    | IP            | 2             | 0             | LM                   | 3                    | 0                    | 16     | 0      |
| 2014              | West Ham          | Premier League    | 10     | 0    | -             | 0             | 0             | -                    | 0                    | 0                    | 10     | 0      |
| 2014/15           | Turín             | Serie A           | 5      | 0    | IP            | 0             | 0             | EL                   | 6                    | 0                    | 11     | 0      |
| 2015              | Parma             | Serie A           | 20     | 3    | IP            | 1             | 0             | -                    | 0                    | 0                    | 21     | 3      |
| 2015/16           | Milán             | Serie A           | 2      | 0    | IP            | 1             | 0             | -                    | 0                    | 0                    | 3      | 0      |
| Celkem za Milán   | Celkem za Milán   | Celkem za Milán   | 74     | 12   | -             | 6             | 0             | -                    | 16                   | 1                    | 96     | 13     |
| 2016              | Orlando City      | MLS               | 21     | 0    | AP            | 2             | 0             | -                    | 0                    | 0                    | 23     | 0      |
| 2017              | Orlando City      | MLS               | 31     | 1    | AP            | 1             | 0             | -                    | 0                    | 0                    | 32     | 1      |
| Celkem za Orlando | Celkem za Orlando | Celkem za Orlando | 52     | 1    | -             | 3             | 0             | -                    | 0                    | 0                    | 55     | 1      |
| 2018              | Benevento         | Serie B           | 6      | 0    | IP            | 3             | 0             | -                    | 0                    | 0                    | 9      | 0      |
| Celkově           | Celkově           | Celkově           | 428    | 27   | -             | 27            | 0             | -                    | 30                   | 1                    | 485    | 28     |

#### Reprezentační

##### Statistika na velkých turnajích
| Reprezentace | Rok     | Zápasy              | Zápasy | Zápasy      | Zápasy           | Zápasy           | Zápasy            |
| Reprezentace | Rok     | Fáze turnaje        | Datum  | Soupeř      | Odehraných minut | Vstřelené branky | Výsledek          |
| ------------ | ------- | ------------------- | ------ | ----------- | ---------------- | ---------------- | ----------------- |
| Itálie       | OH 2008 | 1. zápas ve skupině | 7. 8.  | Honduras    | 90               | 0                | 3:0               |
| Itálie       | OH 2008 | 2. zápas ve skupině | 10. 8. | Jižní Korea | 90               | 0                | 3:0               |
| Itálie       | OH 2008 | 3. zápas ve skupině | 13. 8. | Kamerun     | 90               | 0                | 0:0               |
| Itálie       | OH 2008 | Čtvrtfinále         | 16. 8. | Belgie      | 90               | 0                | 2:3               |
| Itálie       | ME 2012 | 1. zápas ve skupině | 10. 6. | Španělsko   | 1                | 0                | 1:1               |
| Itálie       | ME 2012 | Čtvrtfinále         | 24. 6. | Anglie      | 40               | 0                | 0:0 (4:2 na pen.) |

## Úspěchy

### Reprezentační
- 1× na ME (2012 – stříbro)
- 1× na ME 21 (2007)
- 1× na MS 20 (2005)
- 1× na OH (2008)

### Individuální
- 1× All Stars Team ligy 2011/12